# آنتون فرانتس مولبرتش

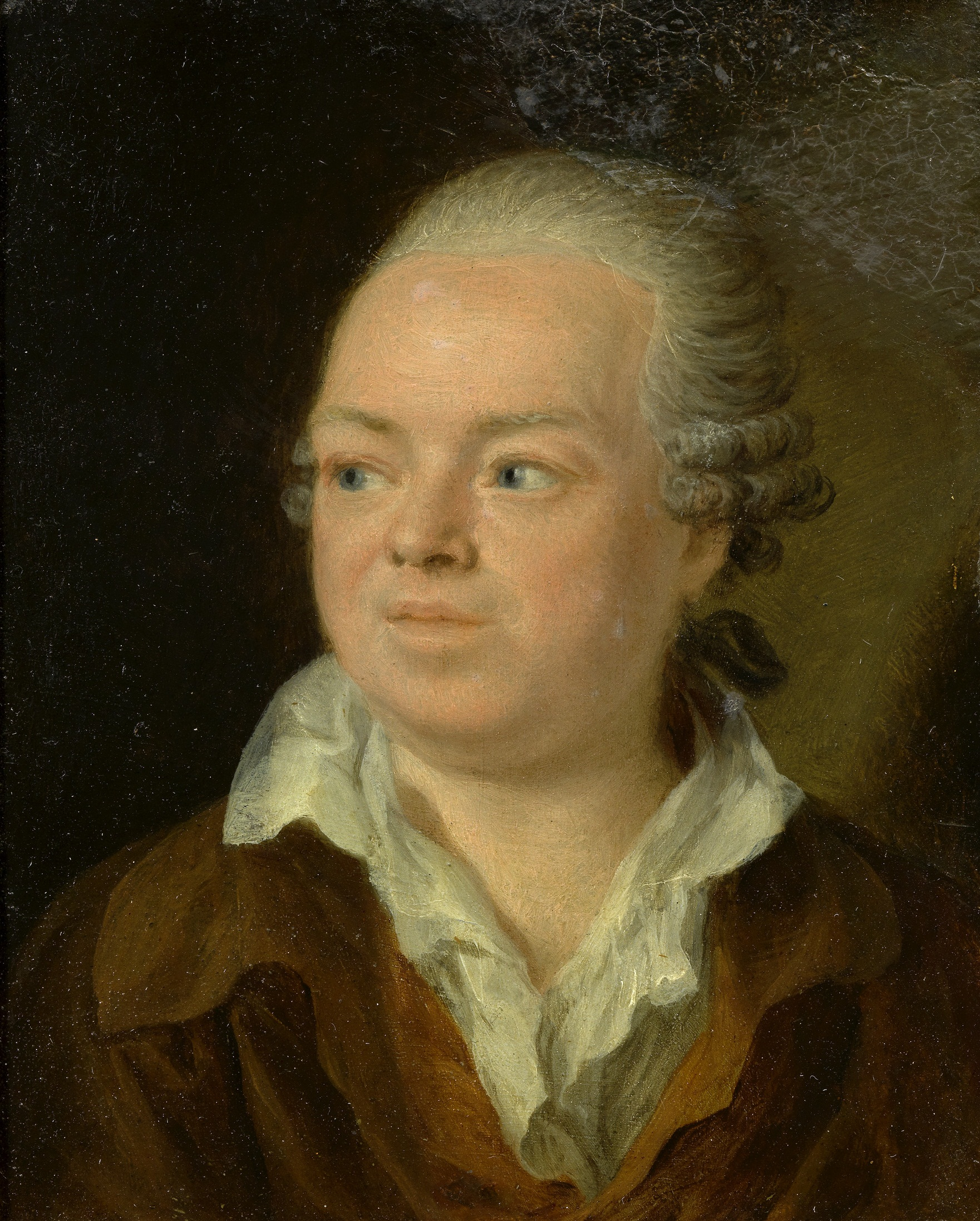
نقاشی آنتون فرانتس مولبرتش اثر مارتین جوآن اشمیت

آنتون فرانتس مولبرتش (به آلمانی: Franz Anton Maulbertsch) (زاده ۷ ژوئن ۱۷۲۴ و درگذشته ۸ اوت ۱۷۹۶) نقاش و حکاک اتریشی بود. او جزء استادان نقاشی فرسکو محسوب می‌گردد. وی برای کلیساهای اتریش، مجارستان، چکسلواکی دیوارنگاری و تخته‌نگاری کرد.

## آثار
- والبورگا قدیس (۱۷۴۹)
- پیروزی جیمز قدیس بر ساراسن‌ها (۱۷۶۵)

## نگارخانه

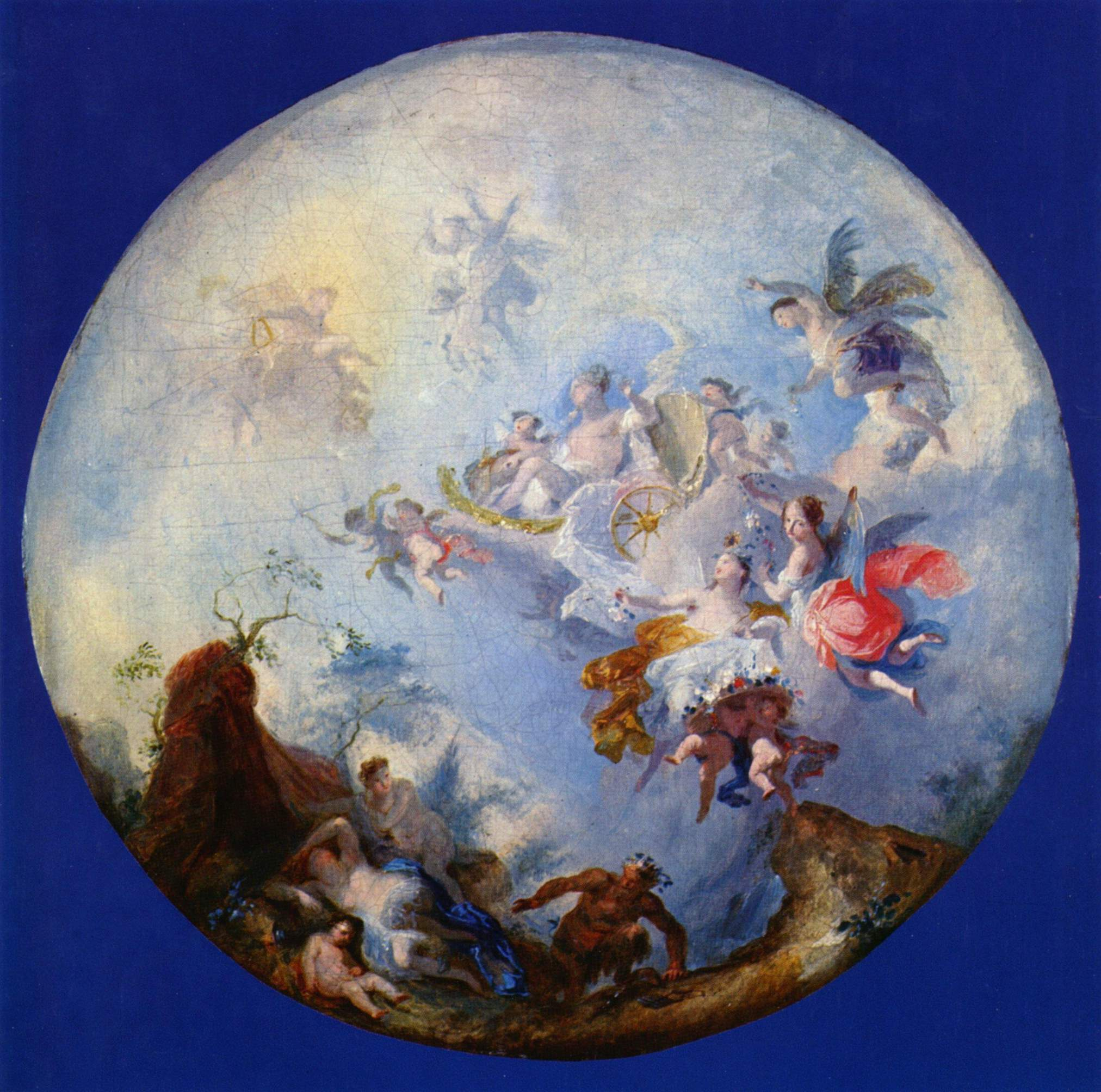
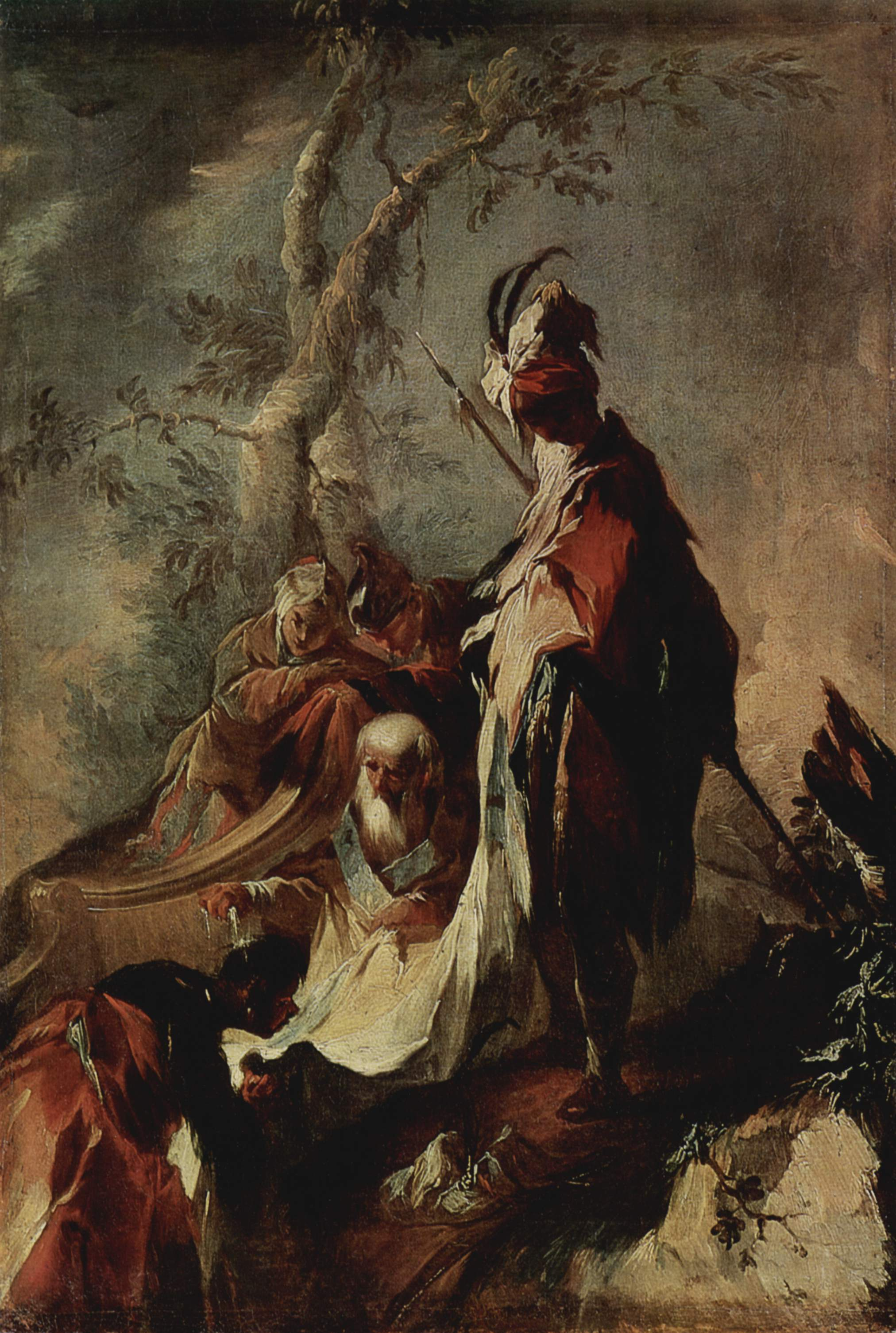
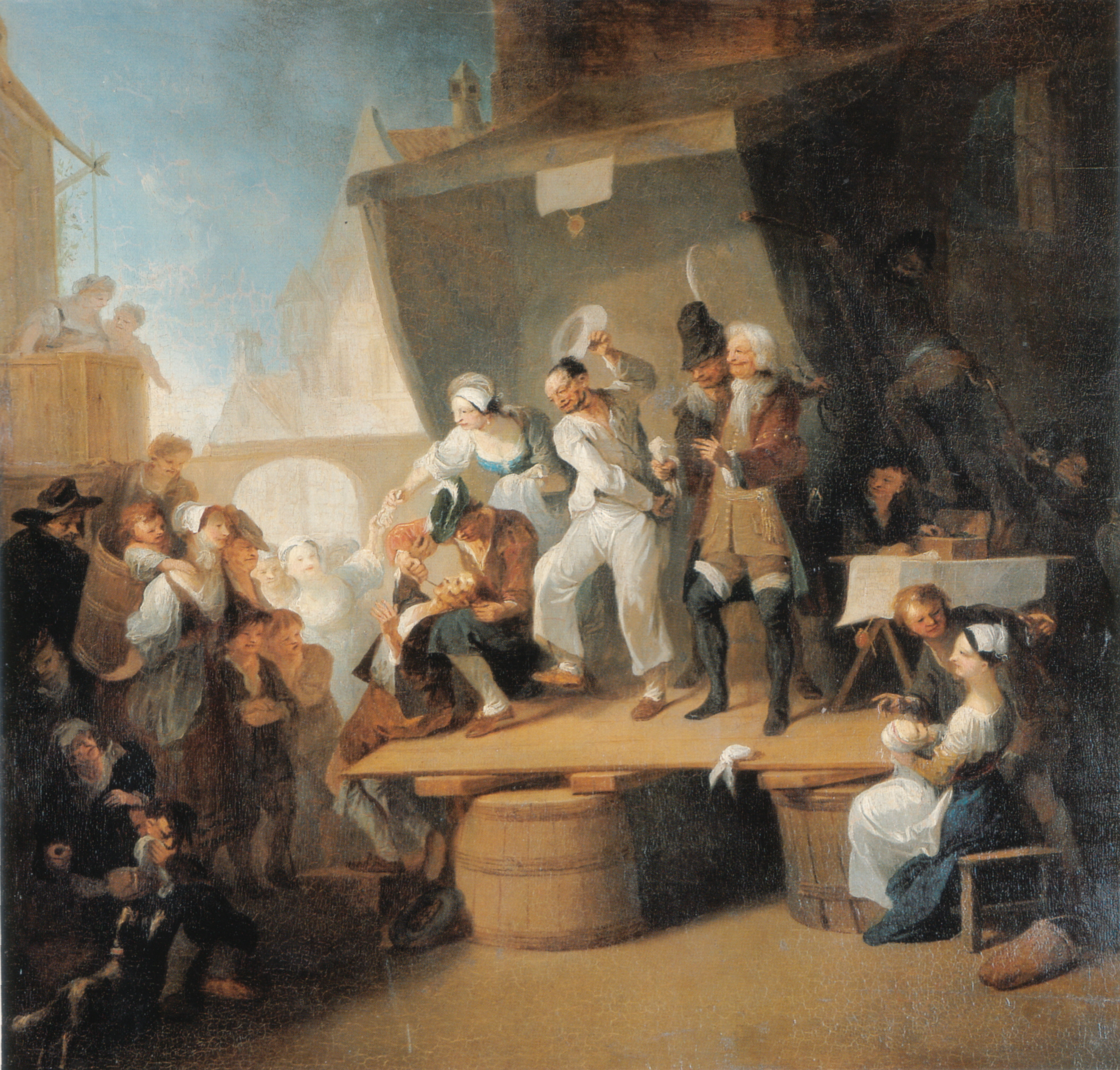
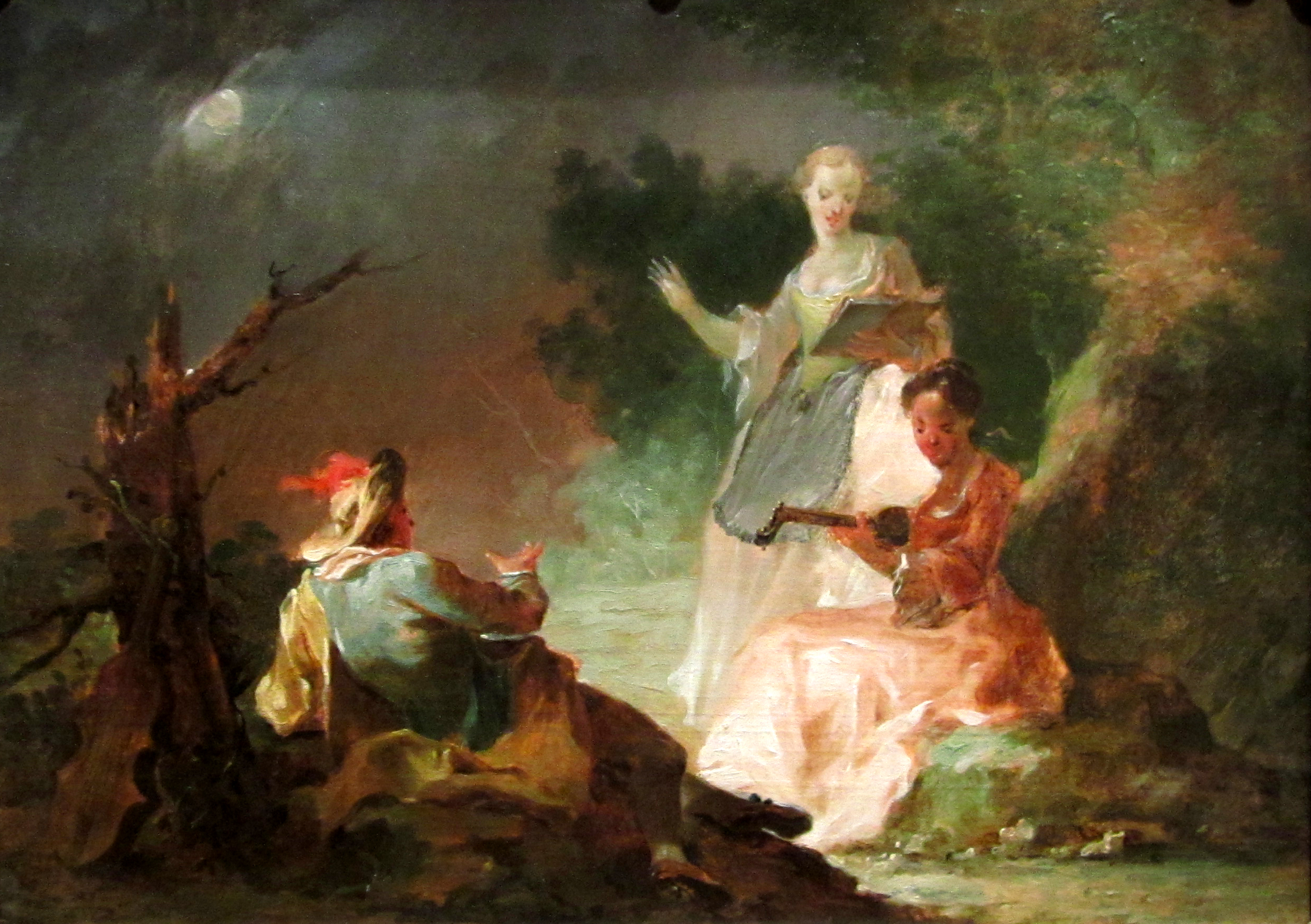